# Ancylotrypa tookei
Ancylotrypa tookei là một loài nhện trong họ Cyrtaucheniidae. Loài này phân bố ờ Nam Phi.